# Ангел Танасов
Вижте пояснителната страница за други личности с името Ангел войвода.
Ангел (Ангеле) Атанасов (Танасов), известен и като Ангел войвода, е български революционер от Македония.

## Биография
Той е роден в село Цер, Кичевско, тогава в Османската империя, през 1850 година. По името на родното си село носи прякора Церанец.
От 1872 година пребивава в Румъния. Участва като доброволец в Сръбско-турската война от 1876 година. Присъединява се към Българското опълчение, служи в ІV опълченска дружина и участва в боевете при Шипка. През 1880 година се включва в Демирхисарския заговор, като ръководи собствена чета в Баба планина и поддържа връзка с Илия Делия, поп Христо Стефанов, Ангел и Петър Спространови, Иван Паунчев, Коста Лимончев, Златан Бойкикев и други революционни дейци.
През 1881 година, след разкриването на съзаклятието в Охрид и османското настъпление в Кичевско се оттегля в Река. През лятото, край Лазарополе се самонаранява тежко. Оставен е от четата си в една пещера, но е открит от турска потеря. В завързалата се битка отново е ранен и пленен. Убит е от башибозуци край село Душегубица. Главата му е отрязана и изпратена в родното му село, а тялото му е погребано в Душегубица.
Ангел Атанасов е възпят в народната песен „Седум години бугарски войвода, Ангеле бре“/„Седум години бугарски планини, Ангеле бре“.